# Усть-Таймыр
Усть-Таймыр — советская полярная станция на Таймыре, в Таймырском Долгано-Ненецком районе Красноярского края России. Станция располагалась на левом берегу реки Нижняя Таймыра неподалеку от её устья. На северо-востоке от Усть-Таймыра находится станция Мыс Челюскин, на западе — станция Эклипс, на юге — село Хатанга (село).
Станция создана как морская гидрометеорологическая береговая (тип МГ-2) в 1935 году. Первым начальником станции был Л. В. Рузов. Рядом с станцией действовала авиабаза. Ликвидирована в 1958 (по другим данным, функционировала также с 1987 по 1991 год). Постройки станции используются как база для экспедиций.